# ポンツァーノ・モンフェッラート
ポンツァーノ・モンフェッラート（伊: Ponzano Monferrato）は、イタリア共和国ピエモンテ州アレッサンドリア県にある、人口約300人の基礎自治体（コムーネ）。

## 地理

### 位置・広がり
| 隣接するコムーネは以下の通り。括弧内のATはアスティ県所属を示す。 - カステッレット・メルリ - チェレゼート - モンベッロ・モンフェッラート - モンカルヴォ (AT) - セッラルンガ・ディ・クレーア |

### 地震分類
イタリアの地震リスク階級 (it) では、4 に分類される
。